# Serguei Soloviov (esportista)
Serguei Aleksàndrovitx Soloviov fou un futbolista i jugador d'hoquei sobre gel rus de la dècada de 1940.
Pel que fa a clubs, defensà els colors de FC Dynamo Leningrad i FC Dynamo Moscou.